# Won coreano
Il won coreano (in coreano 원) è stato la valuta ufficiale dell'Impero coreano dal 1902 al 1910, quando la Corea era ancora un paese unito.
Il carattere cinese (non più in uso al sud) e l'etimologia danno il significato di tondo o cerchio alla parola won, stessa definizione e etimo che per lo yen (giapponese) o lo yuan (cinese). Il simbolo del won, ("₩") si rappresenta in Unicode come: 20A9 (8361 del sistema decimale).
Storicamente, il won coreano era suddiviso in 100 jeon (전).
Nel 1910 il won coreano fu sostituito alla pari dallo yen coreano.

## Monete
| Dritto | Rovescio | Denominazione | Composizione                    |
| ------ | -------- | ------------- | ------------------------------- |
|        |          | ½ chon        | bronzo                          |
|        |          | 1 chon        | bronzo                          |
|        |          | 5 chon        | Cupronickel                     |
|        |          | 10 chon       | 800‰ argento (argento sterling) |
|        |          | 20 chon       | 800‰ argento (argento sterling) |
|        |          | ½ won         | 800‰ argento (argento sterling) |
|        |          | 5 won         | 900‰ oro                        |
|        |          | 10 won        | 900‰ oro                        |
|        |          | 20 won        | 900‰ oro                        |